# اوبانتون
اوبانتون (به فرانسوی: Aubenton) یک کمون در فرانسه است که در انه واقع شده‌است.

## خصوصیات
اوبانتون ۲۳٫۷ کیلومترمربع مساحت و ۶۷۹ نفر جمعیت دارد و ۱۸۲ متر بالاتر از سطح دریا واقع شده‌است.

## نگارخانه

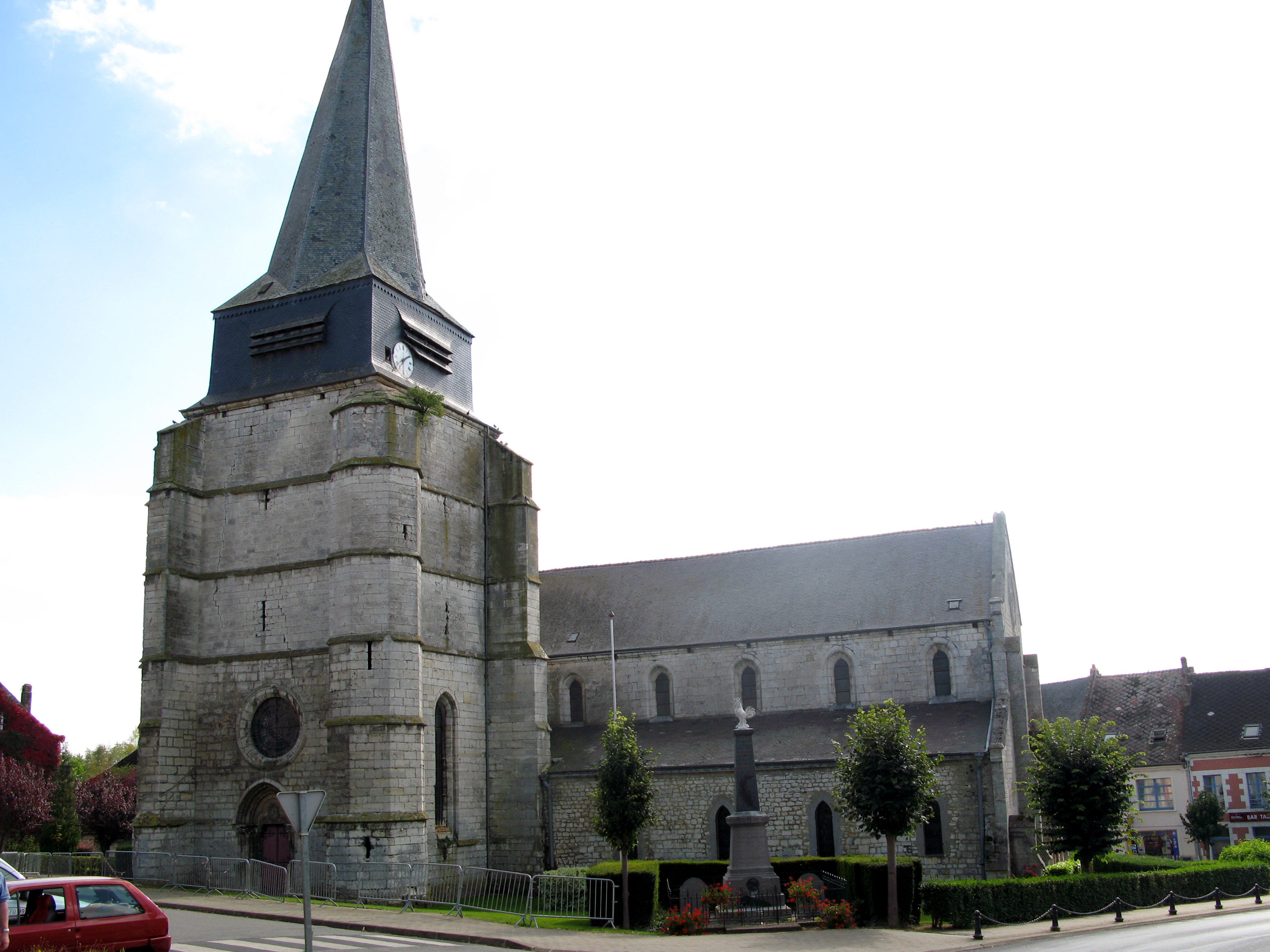
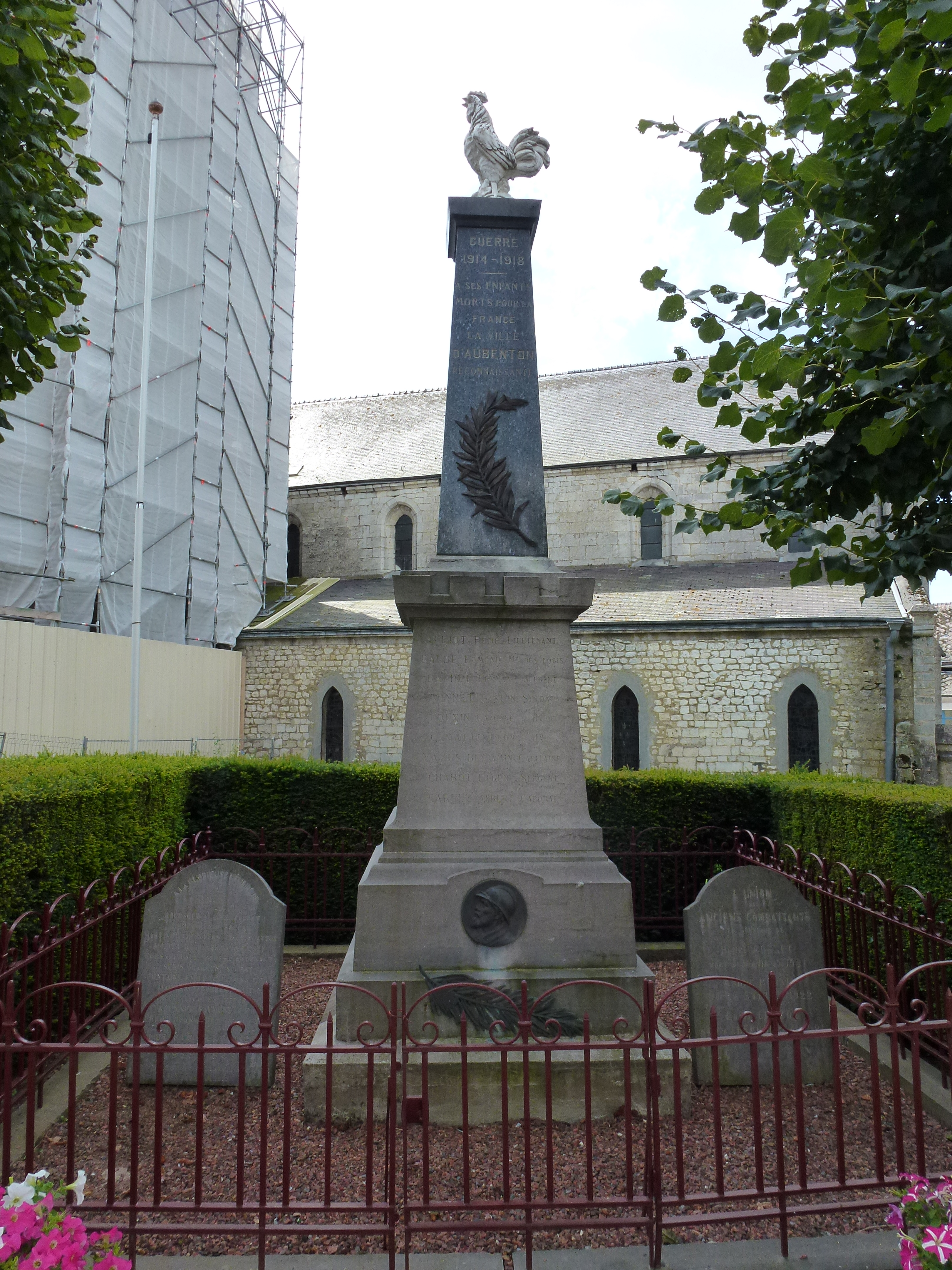
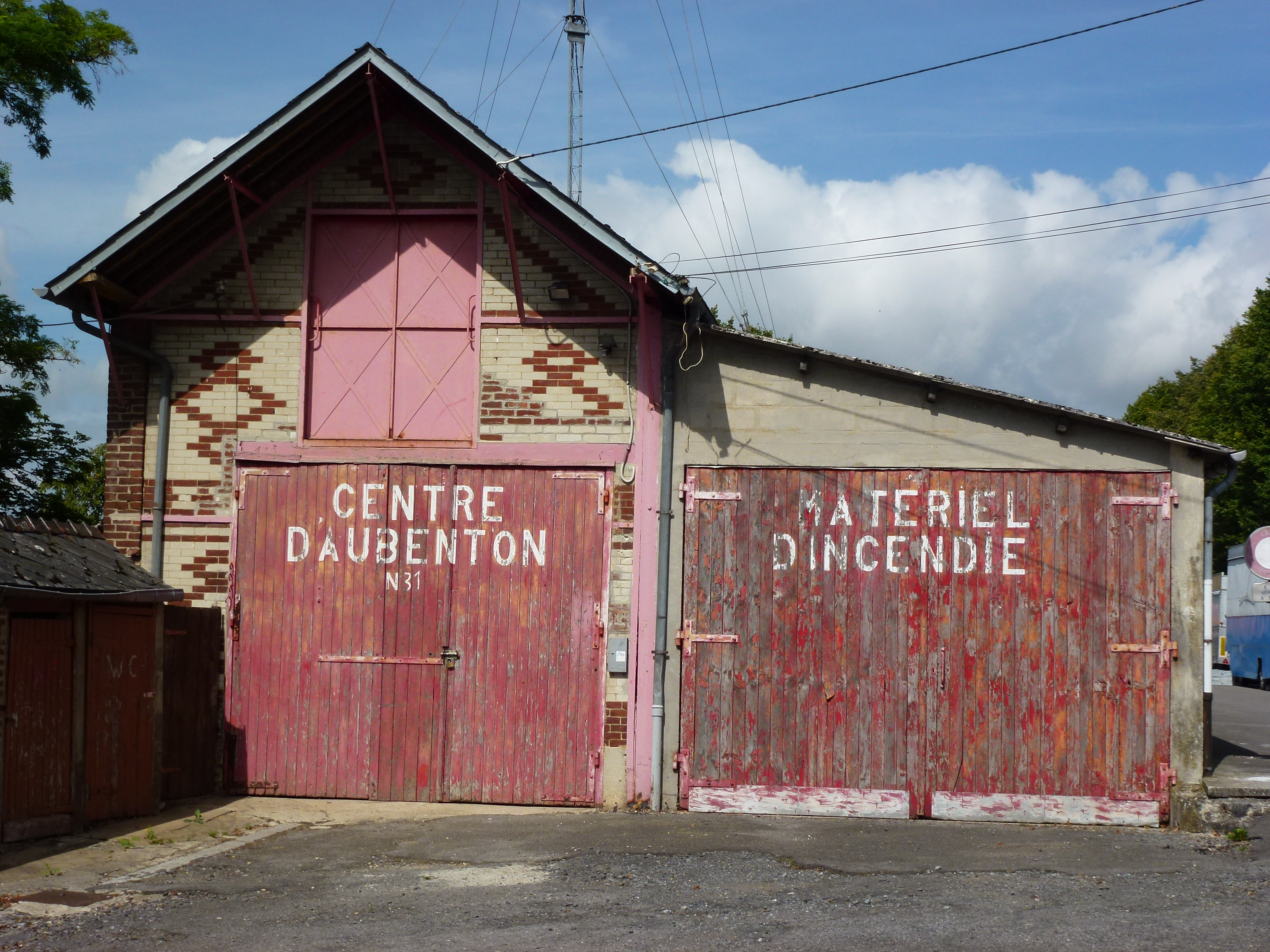
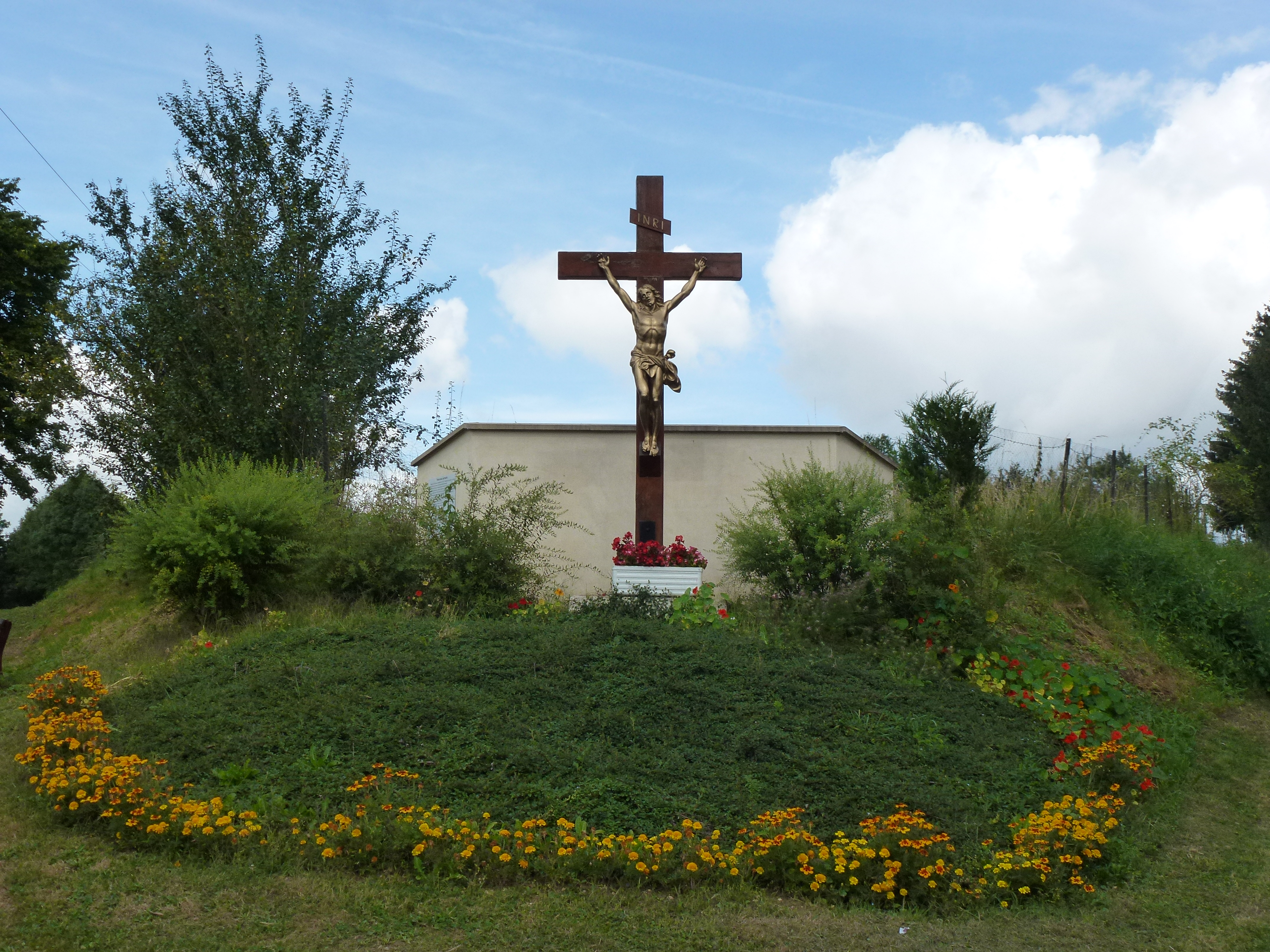
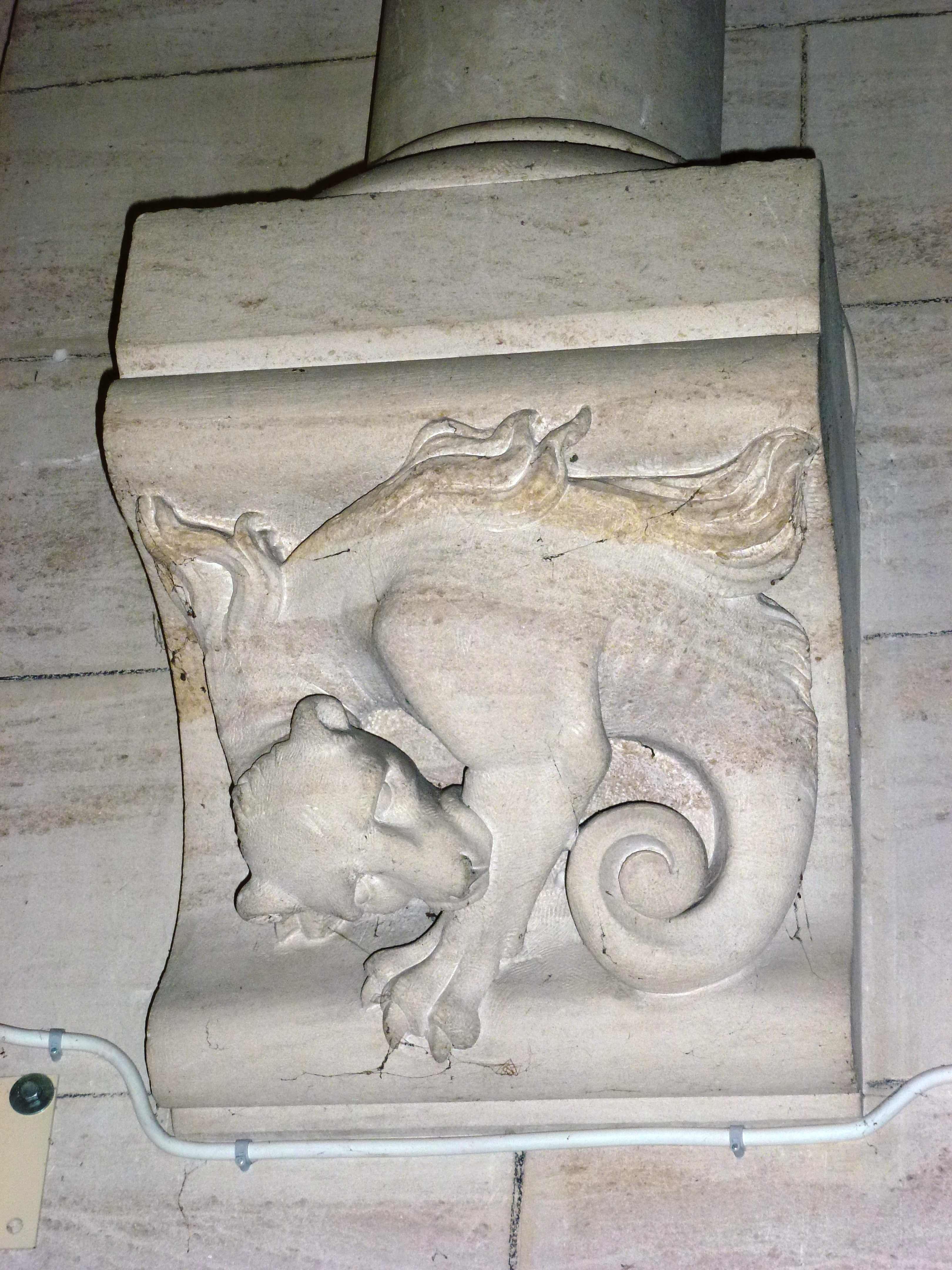
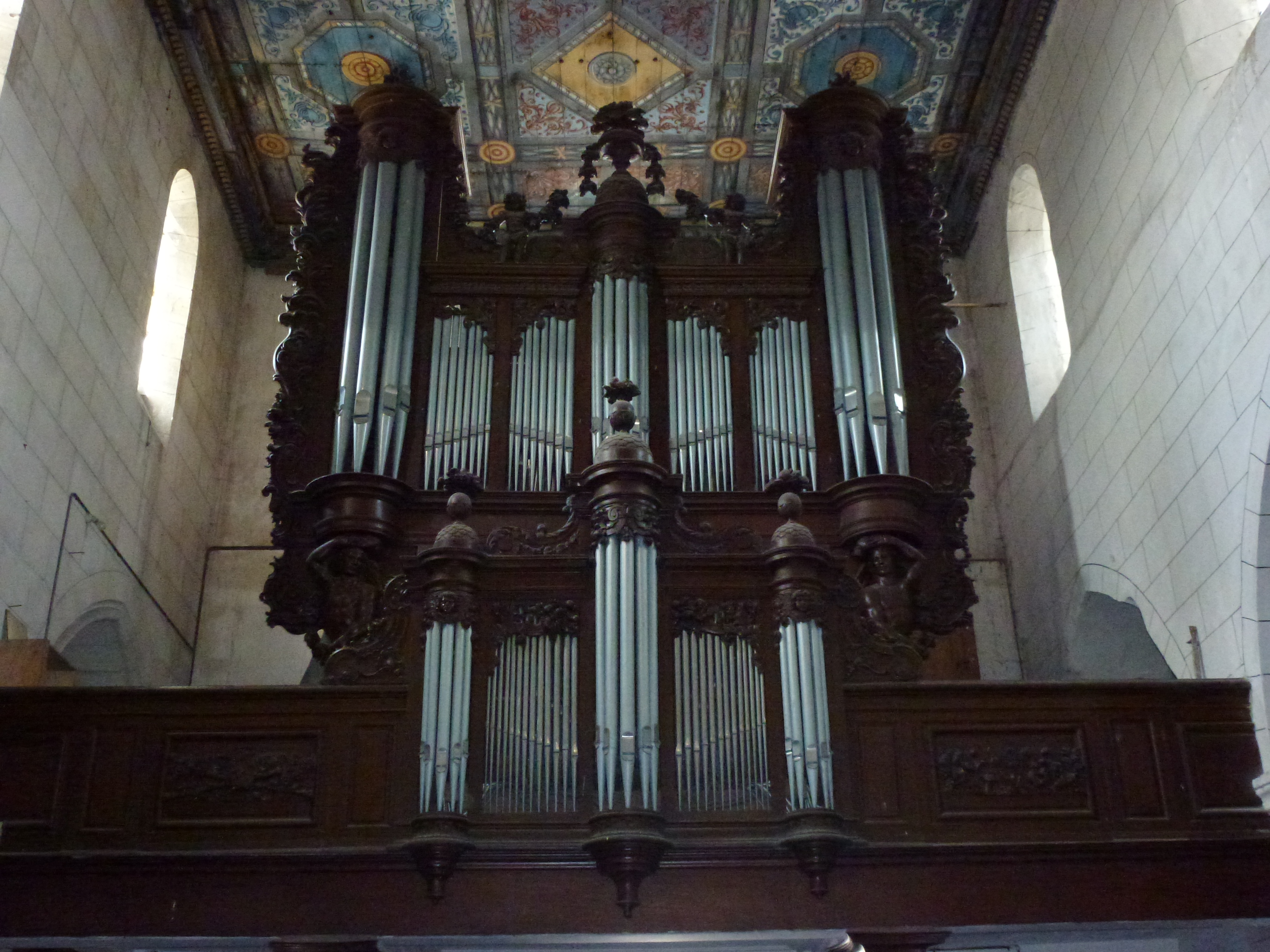
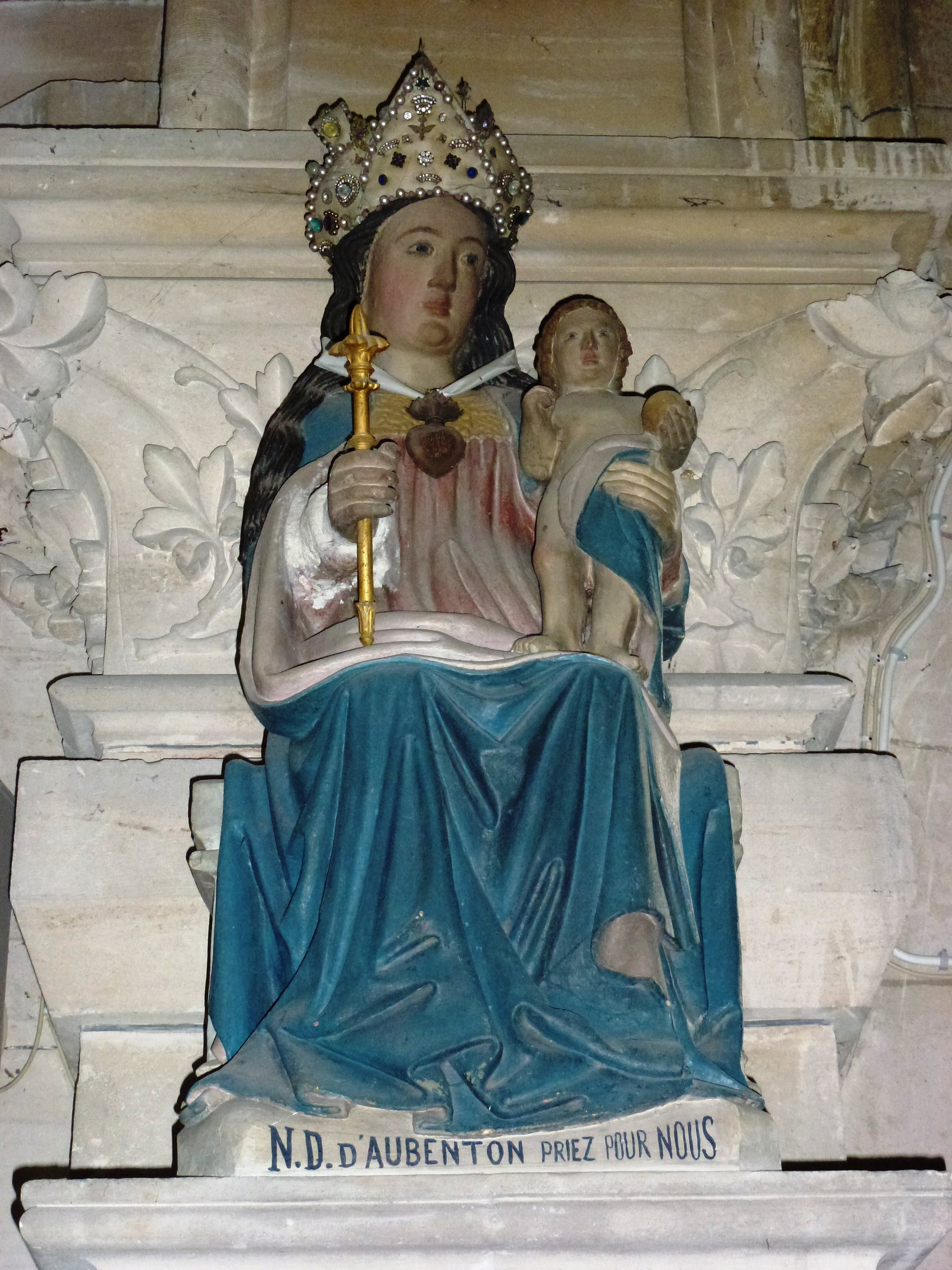
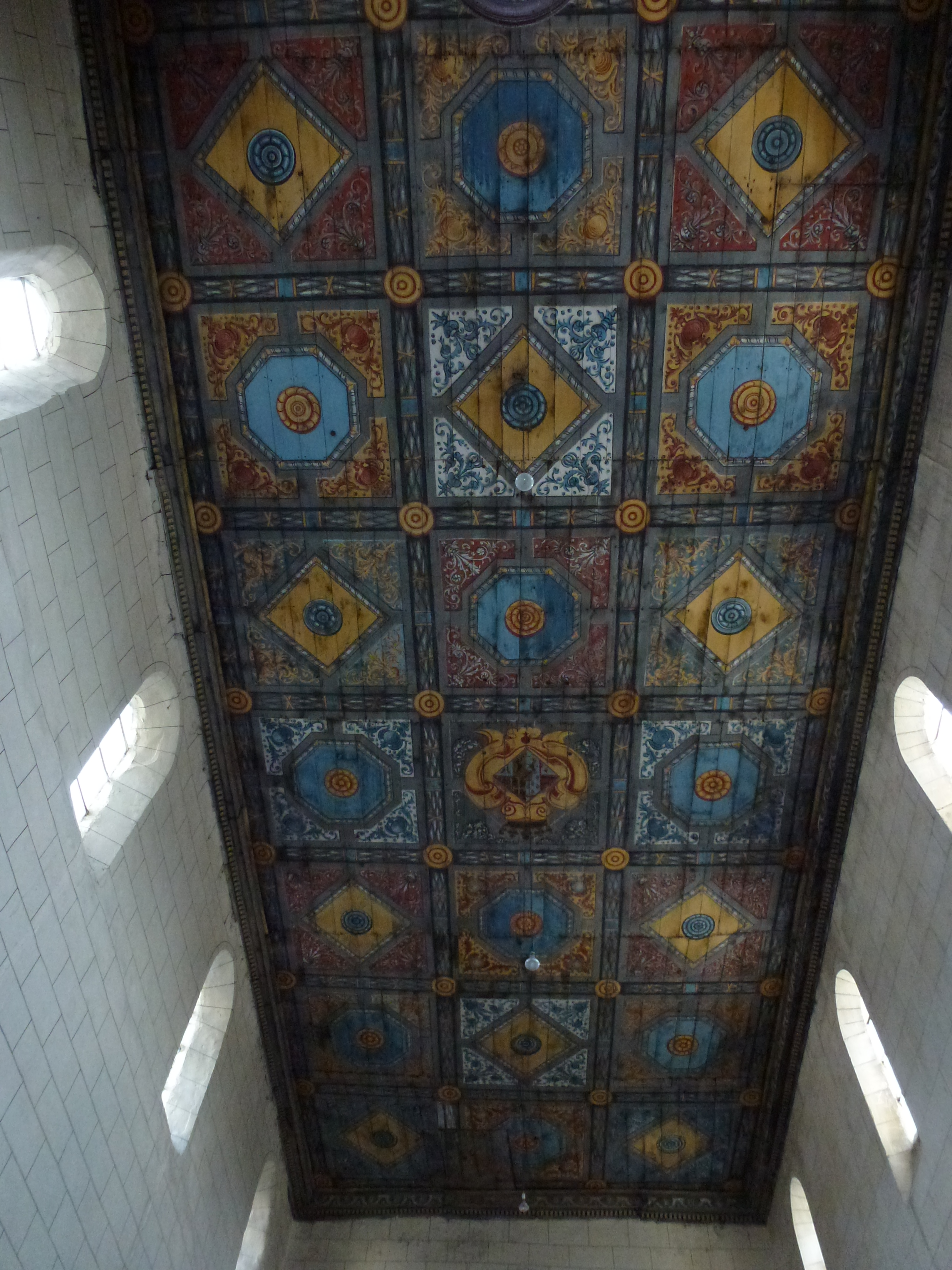